# Juan Manuel Vivaldi
Juan Manuel Vivaldi (Buenos Aires, 17 luglio 1979) è un hockeista su prato argentino.

## Palmarès

### Olimpiadi
- 1 medaglia:
  - 1 oro (Rio de Janeiro 2016)

### Mondiali
- 1 medaglia:
  - 1 bronzo (L'Aia 2014)

### Giochi panamericani
- 3 medaglie:
  - 2 ori (Guadalajara 2011; Toronto 2015)
  - 1 argento (Rio de Janeiro 2007)

### Coppa panamericana
- 2 medaglie:
  - 2 ori (Brampton 2013; Lancaster 2017)

### Champions Trophy
- 1 medaglia:
  - 1 bronzo (Rotterdam 2008)

### Champions Challenge
- 3 medaglie:
  - 2 ori (Alessandria d'Egitto 2005; Boom 2007)
  - 1 bronzo (Kuala Lumpur 2001)

### World League
- 1 medaglia:
  - 1 argento (Bhubaneswar 2016-17)

### Giochi sudamericani
- 1 medaglia:
  - 1 oro (Santiago 2014)